# Tanis

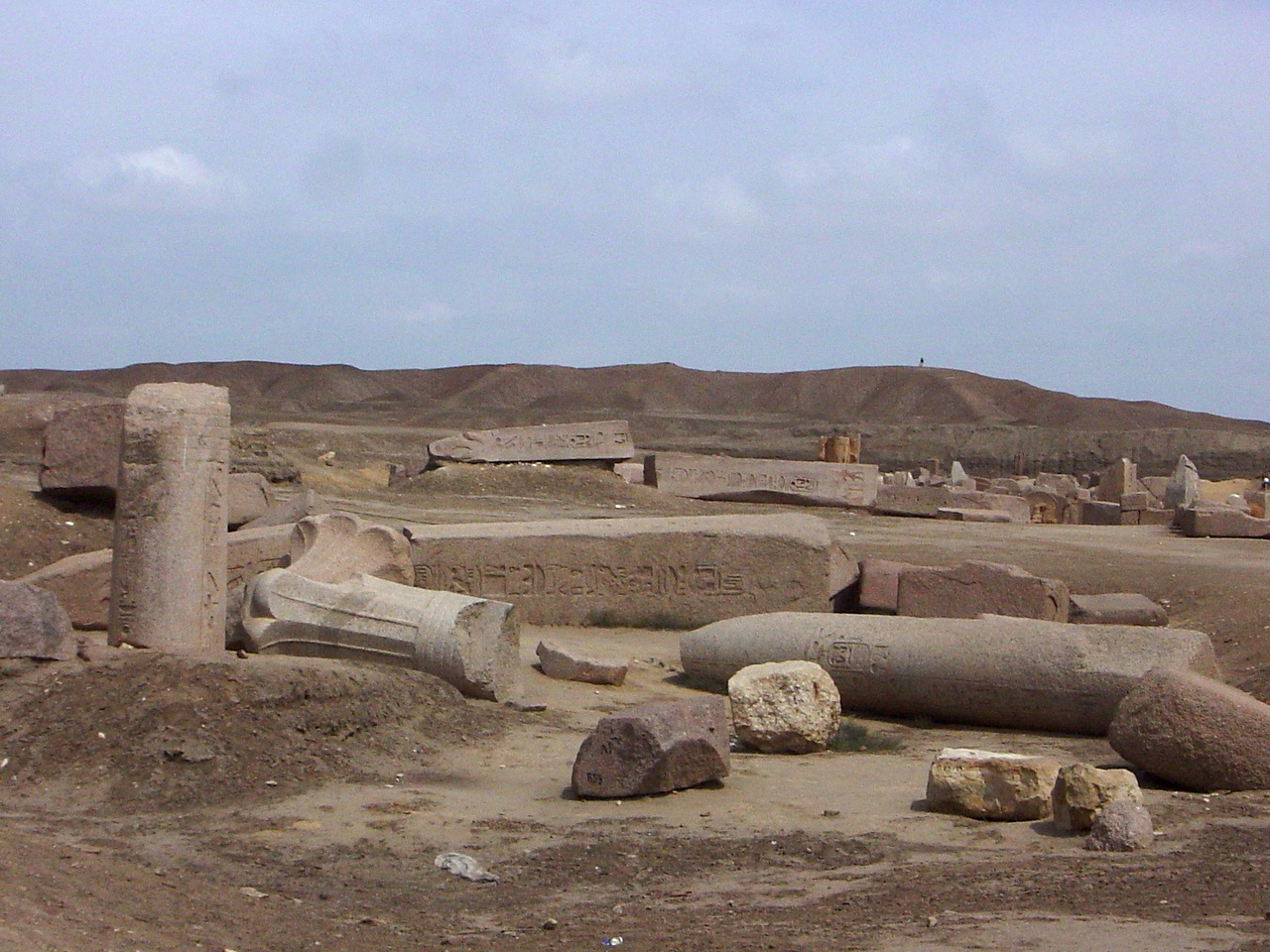
Ruinele oraşului Tanis.

Tanis (Τάνις), numele grecesc al anticului Djanet (arabă: صان الحجر Ṣān al-Ḥaǧar), este un oraș în nord-estul deltei Nilului din Egipt.  Acesta este situat pe brațul Tanitic al Nilului care de mult timp a secat. 